# El Gouna FC
El Gouna FC (arabsky نادى الجونة لكرة القدم) je egyptský fotbalový klub hrající v Egyptské Premier League.
Klub byl založen ve městě El Gouna v roce 2003. Svoji první sezonu 2003/04 začínali ve čtvrté divizi, kterou ihned v prvním roce vyhráli. V následujícím ročníku se scénář opakoval. El Gouna vyhrála třetí divizi a postoupila do druhé ligy. V sezoně 2005/06 vyhráli druhou nejvyšší soutěž a zajistili si tak třetí titul v řadě. Do Egyptské Premier League se však přes playoff nedostali. Mistrem ligy se stali i v následujícím ročníku, avšak ani tentokrát se jim nepodařilo přes playoff projít. Po podprůměrné sezoně 2007/08 se jim podařilo v roce 2009 do první ligy dostat. V první sezoně v nejvyšší egyptské lize se umístili na dvanáctém místě. O rok později se posunuli o jednu příčku výše.